# Heinrich Eberhard Gottlob Paulus
Heinrich Eberhard Gottlob Paulus (Leonberg, 1761. szeptember 1. – Heidelberg, 1851. augusztus 10.) német protestáns hittudós.

## Élete
Német-, Angol- és Franciaországban és Hollandiában tett tudományos utazásai alatt főképpen a keleti nyelvek tanulmányozásával foglalkozott. 1789-ben azok tanára lett Jenában, 1793-ban ugyanott teológiai rendes tanárrá nevezték ki. 1803-ban ezen minőségében Würzburgba ment, 1807-ben iskolaügyi tanácsosnak Bambergbe hívták, 1808-ban Nürnbergbe, 1810-ben Anspachban nyert állást, 1811-ben Heidelbergbe hívták, ahol mint titkos egyházi tanácsos és tanár működött 1844-ben történt nyugalomba vonulásáig. 
Nagy számú iratai közül manapság is figyelmet érdemelnek a következők: Neues Repertorium für biblische und morgenländische Litteratur (1790, 3 kötet); Clavis über die Psalmen (2. kiad. 1815); Philologisch-kritischer und historischer Kommentar über das Neue Testament (2. kiad. 1804-08); Sophronizon, oder unparteiische freimütige Beiträge zur neuern Geschichte, Gesetzgebung und Statistik der Staaten und Kirchen (1819-30); Der Denkgläubige (Theologisce Zeitschrift, 1825-29); Das Leben Jesu (1828, 2 kötet); Exegetisches Handbuch über die drei ersten Evangelien (újabb kiadás 1841-42); Neuer Sophronizon (1841-42, 3 kötet); Vorlesungen Schelling's über die Offenbarung (1843).